# 聖哈維爾德阿爾帕班巴區
15°03′30″S 73°19′39″W / 15.0582°S 73.3274°W
聖哈維爾德阿爾帕班巴區（西班牙語：Distrito de San Javier de Alpabamba），是秘魯的一個區，位於該國中南部阿亞庫喬大區的保卡爾德爾薩拉薩拉省，始建於1952年7月24日，面積92.9平方公里，海拔高度2,630米，2005年人口348，人口密度每平方公里3.7人。